# Сонгай (государство)
Сонгай (Songhai) — торговое государство, созданное в XV—XVI веках народом сонгай вдоль среднего течения реки Нигер на территории современных государств Мали, Нигер и Нигерия.

## История

### Царство Гао
Основанием для империи послужило небольшое царство, существовавшее по легендарным сведениям с IX века в области Гао. О ранней истории сонгаев, ассимилировавших обитавшие в долине реки Нигер и более слабые в военном отношении народности сорко, гов и до, известно мало. Старейшая династия сонгаев, правители которой носили титул «малик», известна лишь по надгробным камням из древнего захоронения в деревне Саней близ Гао. История следующей династии — За, или Зува — в мусульманских источниках возводилась к йеменскому арабу по имени За Алиамена, который по легенде убил священную рыбу, почитаемую народами сорко и габиби.
К этому времени, пока на западе процветала золотоносная империя Гана, кланы сонгаев установили контроль над торговыми путями и обосновались в Гао, создав здесь небольшое царство. В XI веке местный правитель Коссой принял ислам и на протяжении последующих 300 лет его преемникам удалось распространить свою власть на большую часть территории современного Мали.
К рубежу XIII и XIV веков соседняя средневековая империя Мали покорила Сонгай, который оставался вассальным государством более полувека (когда Ибн Баттута посещал Гао в 1353 году, город принадлежал Мали), пока не стал независимым при Сулейман-Маре, хотя дань продолжал выплачивать до 1430-х годов. На тот момент династию Зува в Гао сменила новая, чей династический титул звучал «ши». Ши Сулейман Дама около 1460 года захватил область Мему, длительное время считавшуюся частью империи Мали.
В 1405—1413 годах в Гао побывал знатный окситанец гражданин Тулузы Ансельм д’Изальгие, женившийся на местной женщине и вместе с чернокожей женой и прижитой от неё дочерью сумевший вернуться в Лангедок, где его рассказ записан был хронистом и советником Тулузского парламента Гийомом Барденом, автором «Хронологической истории парламента Окситании». Согласно сообщению Бардена, д’Изальгие привёз также с собой в Тулузу трёх чёрных евнухов, один из которых, умелый лекарь по имени Абен Али, в 1419 году исцелил в Тулузе дофина Карла, будущего короля Франции Карла VII.

### Создание империи. Али Бер и Аския Мухаммед
Создателем Сонгайской империи выступил преемник Сулеймана Дама — Сонни (ши) Али Бер, который между 1464 и 1492 годами значительно расширил границы государства, используя кавалерию и речной флот. Он активно воевал с народами моси и фульбе, выбил туарегов из Тимбукту (1468—1469), произведя затем массовые гонения на сотрудничавшую с туарегами мусульманскую верхушку (спасаясь от них, ее представители бежали в Валату — Али Бери собирался дорыть туда канал, чтобы вторгнуться водным путем, но в итоге оставил данную затею) и после семилетней осады овладел городом Дженне (1468—1475). Во время его правления Сонгай превзошла империю Мали, которая впоследствии вошла в состав империи Сонгай.
Его сын Абубакар, или Сонни (ши) Бару, не мог поддержать равновесия между интересами скотоводов-язычников и исламского купечества и, согласно устной традиции, был свергнут в 1493 году вождём племени сонинке, набожным мусульманином и военачальником в армии Али Бера Аскией Мухаммедом Туре (аския — чин в армии Сонгаи, ставший титулом основанной им династии). Во время долгого правления Аскии Мухаммеда, прозванного Великим (1493—1528), империя достигла вершины своего могущества: на западе ей подчинялись бывшие земли империи Мали, а на востоке — туарегский султанат Агадес. Политика Аскии Мухаммеда привела к быстрому расширению торговли с Европой и Азией, созданию школ, а ислам стал неотъемлемой частью империи. Сам правитель в 1495 году совершил паломничество в Мекку. Мухаммед I создал бюрократический аппарат для эффективного управления империей и сбора налогов, провёл реформы в аграрной и военной политике.
Однако у правителя возникли проблемы с престолонаследованием — у него, по разным сведениям, было от 37 до 471 детей. В 1528 или 1529 году 70-летний Мухаммед Аския, одряхлевший и ослепший, был свергнут собственным сыном Аскией Мусой, лишен престола и умер десятилетие спустя.

### Династия Аскиев
Династия потомков Аскии Мухаммеда Великого, которые носили титул аския, оставалась на престоле до 1591 года. Однако после низложения первого аскии ни одному императору не удавалось продержаться у власти на протяжении длительного времени.
Сын Мухаммеда I, Муса, правил неполных три года, за которые успел убить множество собственных братьев (и, соответственно, претендентов на престол); оставшиеся в живых объединили усилия и убили его, но трон захватил не кто-то из них, а Аския Мухаммед Бенкан, племянник первого Аскии Мухаммеда, которого он сослал из царского дворца на кишащий москитами остров на Нигере. Мухаммед II в итоге проправил шесть лет (1531—1537), пока не был, отправившись в поход, объявлен низложенным своим приближенным, двоюродным братом и зятем — очередным сыном Мухаммеда I, Аскией Исмаилом. Однако и четвертый аския просидел на троне всего два года (1537—1539), хотя умер своей смертью. Пятый представитель династии, еще один сын Мухаммеда Великого — Аския Исхак I — проявил себя крайне деспотичным правителем и правил десять лет (1539—1549).
Только в 1549 году, когда к власти пришёл последний из царственных сыновей основателя династии — Аския Дауд — в Сонгае установилась стабильность. Дауд правил более трех десятилетий, вплоть до 1582 года, на протяжении которых реорганизовал армию, укрепил экономику, покровительствовал исламу и наукам (в том числе создавал библиотеки). После его смерти также разразилась династическая усобица, победителем из которой вышел Аския Мухаммед аль-Хаджа (1582—1586), которого вскоре разбил паралич и он был смещен своим братом Мухаммедом Бани. Последний правил до 1588 года, когда умер от сердечного приступа во время похода против своего бывшего военачальника Мухаммеда Садика, поднявшего мятеж против аскии в результате борьбы с другим высокопоставленным чиновником Аллу. На стороне Садика выступила аристократия Тимбукту, не признавшая нового Аскию Исхака II. В итоге разразившейся гражданской войны армия Сонгая была обескровлена, поскольку погибло множество воинов из обеих фракций, включая Садика и его сторонников, казненных победившим Исхаком II.

### Война с Марокко и падение Сонгая
Марокканский султан Ахмад аль-Мансур стремился установить контроль над транссахарской торговлей и потребовал от Сонгая выплаты податей из прибылей от добычи соли, обложив налогом каждого верблюда, отправлявшегося из Тагазы, являвшейся спорным владением между Марокко и Сонгаем. У султана имелся также собственный претендент на сонгайский престол — согласно хронистам из Тимбукту, беглый раб Вулд Киринфил, провозгласивший себя братом Исхака II. Нашествие войск военачальника султана, испанского евнуха Джудар-паши, для транспортировки припасов и снаряжения которых потребовалось порядка 10 тысяч верблюдов, принесло конец империи Сонгай, ослабленной междоусобной династической борьбой после смерти Аскии Дауда. Не последнюю роль сыграло и технологическое превосходство марокканских интервентов, в числе которых насчитывалось не менее 2,5 тысяч пехотинцев и конников, вооружённых огнестрельным оружием. Медлительный сонгайский правитель не сумел засыпать колодцы в пустыне и остановить продвижение марокканцев. Результатом их похода стал разгром сонгаев в битве при Тондиби 12 марта 1591 года и их подчинение Марокко. Аския Исхак предпринял попытку подкупить Джудар-пашу, но аль-Мансур сменил того на Махмуд-пашу, который довершил разграбление Тимбукту, Гао и Дженне, отправив награбленные сокровища в Марракеш.
Военачальники Сонгая вначале отстранили аскию, а затем убили поставленного ими на его место Мухаммеда Гао, которому наследовал его брат Нух. Под его началом боевые действия против марокканских оккупантов не прекращались до 1599 года. Однако вернуть свои города сонгаи оказались не в силах, хотя и марокканская династия Саадитов не смогла закрепиться в данном регионе. Остатки того, что ранее было империей Сонгай, распались на множество мелких государств. Наследником традиции Сонгая стало государство Денди (1591—1901).

## Архитектура

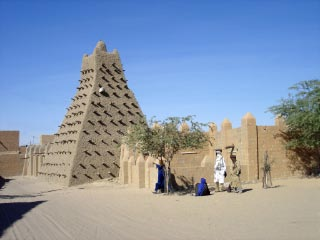
Санкоре в Томбукту.
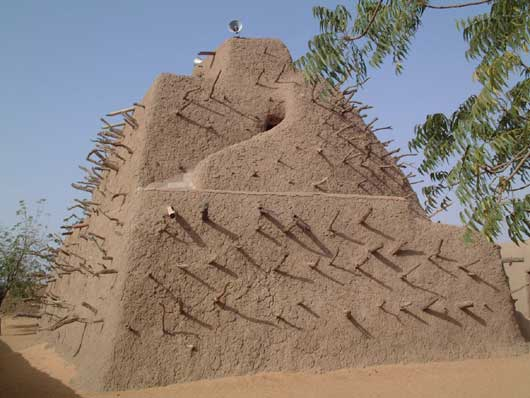
Гробница Мохаммеда Аския в Гао.